# Thaïlande aux Jeux olympiques d'été de 2008
La Thaïlande participe aux Jeux olympiques d'été de 2008 à Pékin.

## Liste des médaillés thaïlandais

### Médailles d'or
| Sport              | Discipline         | Sportifs                         | Performance |
| Médailles d'or : 2 |                    |                                  |             |
| Haltérophilie      | Moins de 53 kg (F) | Prapawadee Jaroenrattanatarakoon | 221 kg      |
| Boxe               | Poids mouche (H)   | Somjit Jongjohor                 |             |

### Médailles d'argent
| Sport                  | Discipline            | Sportifs          | Performance |
| Médailles d'argent : 2 |                       |                   |             |
| Taekwondo              | Moins de 49 kg (F)    | Buttree Puedpong  |             |
| Boxe                   | Poids super-léger (H) | Manus Boonjumnong |             |

### Médailles de bronze
| Sport                   | Discipline         | Sportifs           | Performance |
| Médailles de bronze : 2 |                    |                    |             |
| Haltérophilie           | Moins de 48 kg (F) | Pensiri Laosirikul | 195 kg      |
| Haltérophilie           | Moins de 58 kg (F) | Wandee Kameaim     |             |

## Athlètes thaïlandais par sports

### Athlétisme
| Hommes - Relais 4 × 100 m : - Siriroj Darasuriyong, Sompote Suwannarangsri, Sittichai Suwonprateep et Wachara Sondee | Femmes - 100 m : - Jutamas Tawoncharoen - Relais 4 × 100 m : - Oranut Klomdee, Nongnuch Sanrat, Sangwan Jaksunin et Jutamas Tawoncharoen - Saut en hauteur : - Noengrothai Chaipetch - Lancer du javelot : - Buoban Pamang - Heptathlon : - Wassana Winatho |

#### Hommes
| Épreuve               | Athlète                | Séries   | Séries | Quarts de finale | Quarts de finale | Demi-finales | Demi-finales | Finale   | Finale |
| Épreuve               | Athlète                | Résultat | Rang   | Résultat         | Rang             | Résultat     | Rang         | Résultat | Rang   |
| --------------------- | ---------------------- | -------- | ------ | ---------------- | ---------------- | ------------ | ------------ | -------- | ------ |
| Relais 4 × 100 mètres | Apinan Sukaphai        | 39.40    | 5e     | -                | -                | -            | -            | -        | -      |
| Relais 4 × 100 mètres | Siriro Darasuriyong    | 39.40    | 5e     | -                | -                | -            | -            | -        | -      |
| Relais 4 × 100 mètres | Sompote Suwannarangsri | 39.40    | 5e     | -                | -                | -            | -            | -        | -      |
| Relais 4 × 100 mètres | Sittichai Suwonprateep | 39.40    | 5e     | -                | -                | -            | -            | -        | -      |

#### Femmes
| Épreuve               | Athlète                | Séries   | Séries | Quarts de finale | Quarts de finale | Demi-finales | Demi-finales | Finale   | Finale |
| Épreuve               | Athlète                | Résultat | Rang   | Résultat         | Rang             | Résultat     | Rang         | Résultat | Rang   |
| --------------------- | ---------------------- | -------- | ------ | ---------------- | ---------------- | ------------ | ------------ | -------- | ------ |
| 100 mètres            | Jutamass Tawoncharoen  | 11.82    | 6e     | -                | -                | -            | -            | -        | -      |
| Relais 4 × 100 mètres | Sangwan Jaksunin       | 44.38    | 5e     | -                | -                | -            | -            | -        | -      |
| Relais 4 × 100 mètres | Oranut Klomdee         | 44.38    | 5e     | -                | -                | -            | -            | -        | -      |
| Relais 4 × 100 mètres | Jutamass Thavoncharoen | 44.38    | 5e     | -                | -                | -            | -            | -        | -      |
| Relais 4 × 100 mètres | Nongnuch Sanrat        | 44.38    | 5e     | -                | -                | -            | -            | -        | -      |
| Saut en hauteur       | Noengrothai Chaipetch  | 1,80m    | 15e    | -                | -                | -            | -            | -        | -      |
| Lancer du javelot     | Buoban Pamang          | 56,35m   | 13e    | -                | -                | -            | -            | -        | -      |
| Heptathlon            | Wassana Winatho        | NC       | NC     | NC               | NC               | NC           | NC           | Ab.      | /      |

### Badminton
| Hommes - Simple : - Boonsak Ponsana | Femmes - Simple : - Salakjit Ponsana | Mixte - Double : - Sudket Prapakamol et Saralee Thungthongkam |

#### Hommes
[modifier | modifier le code]
| Épreuve      | Athlète                | 32éme de Finale | 16éme de Finale           | Huitième de Finale          | Quarts de finale                    | Demi-finales | Finale/ 3e place |
| Épreuve      | Athlète                | Résultats       | Résultat                  | Résultat                    | Résultat                            | Résultat     | Résultat         |
| ------------ | ---------------------- | --------------- | ------------------------- | --------------------------- | ----------------------------------- | ------------ | ---------------- |
| Simple       | Boonsak Ponsana        | NC              | Kuncoro 0-2 (16/21-14/21) | -                           | -                                   | -            | -                |
| Double mixte | Sudket Prapakamol      | NC              | NC                        | Beres/Loker 2-0 (21/9-21/9) | Widianto/Liliyana 0-2 (13/21-19/21) | -            | -                |
| Double mixte | Saralee Thoungthongkam | NC              | NC                        | Beres/Loker 2-0 (21/9-21/9) | Widianto/Liliyana 0-2 (13/21-19/21) | -            | -                |

### Boxe
La Thaïlande a qualifié 8 boxeurs au tournoi de boxe olympique. Cinq d'entre eux sont dans le top 8 du championnat du monde 2007. Petchkoom, Manus Boonjumnong et Chomphuphuang se sont classés à la première qualification asiatique.
Hommes
- 48 kg (poids mi-mouche) :
  - Amnat Ruenroeng
- 51 kg (poids mouche) :
  - Somjit Jongjohor
- 54 kg (poids coq) :
  - Worapoj Petchkoom
- 57 kg (poids plume) :
  - Sailom Adi
- 60 kg (poids légers) :
  - Pichai Sayotha
- 64 kg (poids super-légers) :
  - Manus Boonjumnong
- 69 kg (poids mi-moyen) :
  - Non Boonjumnong
- 75 kg (poids moyen) :
  - Angkhan Chomphuphuang

| Athlète               | Catégorie                  | 16e de finale           | 8e de finale             | Quart de finale      | Demi-finale            | Finale               |
| Athlète               | Catégorie                  | Adversaire Résultat     | Adversaire Résultat      | Adversaire Résultat  | Adversaire Résultat    | Adversaire Résultat  |
| --------------------- | -------------------------- | ----------------------- | ------------------------ | -------------------- | ---------------------- | -------------------- |
| Amnat Ruenroeng       | Poids mi-mouches (-48kg)   | Willie Victoire 14-2    | Montero Victoire 7-3     | Serdamba Défaite 2-5 | -                      | -                    |
| Somjit Jongjohor      | Poids mouches (-51Kg)      | Valenzuela Victoire 6-1 | Mammadov Victoire 10-2   | Yunusov Victoire 8-1 | Picardi Victoire 7-1   | Laffita Victoire 8-2 |
| Worapoj Petchkoom     | Poids coqs (-54Kg)         | NC                      | Parrinello Victoire 12-1 | Leon Défaite 2-10    | -                      | -                    |
| Sailom Ardee          | Poids plumes (-57Kg)       | NC                      | Chadi Défaite 6-7        | -                    | -                      | -                    |
| Pichai Sayotha        | Poids légers (-60Kg)       | NC                      | Sub Défaite 4-10         | -                    | -                      | -                    |
| Manus Boonjumnong     | Poids super-légers (-64Kg) | NC                      | Kawachi Victoire 8-1     | Sapiyev Victoire 7-5 | Iglesias Victoire 10-5 | Diaz Défaite 4-12    |
| Manon Boonjumnong     | Poids welters (-69Kg)      | NC                      | Abdin Défaite 10-11      | -                    | -                      | -                    |
| Angkhan Chomphuphuang | Poids moyens (-75Kg)       | Jin Victoire 9-3        | Singh Défaite 3-13       | -                    | -                      | -                    |

### Cyclisme

#### Route
Femmes
- Chanpeng Nontasin

### Escrime
Hommes
- Épée individuelle :
  - Nontapat Panchan
- Sabre individuel :
  - Wiradech Kothny

### Haltérophilie
| Hommes - 56 kg : - Pongsak Maneetong - 62 kg : - Phaisan Hansawong - 69 kg : - Sittisak Suphalak | Femmes - 48 kg : - Pramsiri Bunphithak - Pensiri Laosirikul - 53 kg : - Prapawadee Jaroenrattanatarakoon - 58 kg : - Wandee Kameaim |

### Natation
Femmes
- 100 m nage libre :
  - Natthanan Junkrajang
- 200 m nage libre :
  - Natthanan Junkrajang
- 400 m nage libre :
  - Natthanan Junkrajang
- 400 m 4 nages individuel :
  - Nimitta Thaveesupsoonthorn

### Taekwondo
| Hommes - - 58 kg : - Chutchawal Khawlaor | Femmes - - 49 kg : - Buttree Puedpong - - 57 kg : - Premwaew Chonnapas |

### Tennis de table
Femmes
- Simple :
  - Nanthana Komwong

### Tennis
Femmes
- Simple :
  - Tamarine Tanasugarn

### Tir
| Hommes - 10 m pistolet à air : - Jakkrit Panichpatikum - 50 m pistolet : - Jakkrit Panichpatikum | Femmes - 10 m rifle à air : - Thanyalak Chotpaibunsin - Sasithorn Hongprasert - 50 m rifle 3 positions : - Thanyalak Chotpaibunsin - Sasithorn Hongprasert - 10 m pistolet à air : - Tanyaporn Prucksakorn - 25 m pistolet : - Tanyaporn Prucksakorn - Skeet : - Sutiya Jiewchaloemmit |

### Voile
Hommes
- RS:X :
  - Ek Boonsawad